# Българска комунистическа партия (Владимир Спасов)
Вижте пояснителната страница за други значения на Българска комунистическа партия.
През септември 1990 г. в Софийския градски съд са регистрирани промени в Партията на трудовия народ, както следва: променя се наименованието на партията в Българска комунистическа партия (БКП) с нов устав и представителни органи на ЦК на БКП – председател Владимир Асенов Спасов, заместник-председател Иван Владимиров Пейчев и секретар Иван Цветанов Георгиев.
До 2000 г. в България се учредяват и други компартии, повтарящи абревиатурата, но след многобройни съдебни дела битката за абревиатурата е спечелена от председателя на БКП Владимир Спасов. Едва през 2005 г. в „Държавен вестник“ излиза ново решение на СГС, с което е сложен край на спора.
Софийският градски съд на основание чл. 19 ЗПП регистрира промени по ф.д. № 2809/90 за политическа партия „Българска комунистическа партия“:
- вписва промени в устава на партията, приети на Национално партийно събрание, проведено на 31.VII.2004 г.;
- заличава вписаните с решение от 23 март 2001 г. членове на Политбюро на ЦК на БКП;
- вписва ново Политбюро.

Партията се представлява от председателя на ЦК на БКП Владимир Асенов Спасов (ДВ, бр. 80 от 7 октомври 2005 г.) Председателят на партията е избиран последователно на 15, 16, 17 и 18 конгреси на БКП от делегатите на тези конгреси.
Историческа заслуга на председателя на ЦК на БКП Владимир Спасов е, че успява да запази БКП жива в годините на преход, регистрирайки пръв името „Българска комунистическа партия“.
Изключително важна е ролята на вестниците „Комунистическо дело“ и „Работническо дело“ – печатни органи на БКП и ЦК на БКП.
На 21 октомври 2009 г. умира Владимир Спасов, а от 20 март 2010 г. БКП има нов председател на ЦК. Това е Зонка Златкова Спасова – съпругата на Владимир Спасов. Новият председател е избран единодушно от делегатите на 22-рия редовен Конгрес на Българската комунистическа партия.